# Коктерек (район Шал акына)
Коктерек (каз. Көктерек) — село в районе Шал акына Северо-Казахстанской области Казахстана. Входит в состав Аютасского сельского округа. Код КАТО — 595635300.

## Население
В 1999 году численность населения села составляла 229 человек (112 мужчин и 117 женщин). По данным переписи 2009 года, в селе проживало 168 человек (82 мужчины и 86 женщин).